# Cryphia trisignata
Cryphia trisignata là một loài bướm đêm trong họ Noctuidae.